# Admiral Dewey (remolcador)
El Admiral Dewey  es un remolcador histórico ubicado en Nueva York, Nueva York. El Admiral Dewey se encuentra inscrito en el Registro Nacional de Lugares Históricos desde el 27 de diciembre de 2002.  